# Trisono
Trisono is een bestuurslaag in het regentschap Ponorogo van de provincie Oost-Java, Indonesië. Trisono telt 4349 inwoners (volkstelling 2010).